# Kościół św. Bartłomieja Apostoła w Rybnie
Kościół świętego Bartłomieja Apostoła – rzymskokatolicki kościół parafialny należący do parafii pod tym samym wezwaniem (dekanat Sochaczew – Matki Bożej Nieustającej Pomocy, diecezja łowicka).

## Historia i architektura
Obecna świątynia została wzniesiona w latach 1804–17, dzięki staraniom księdza Antoniego Żochowskiego przy pomocy materialnej kolatora Piotra Łęczyckiego. Budowla posiada fasadę parawanową, jednoosiową, rozczłonkowaną pilastrami i ozdobioną kamiennymi rzeźbami świętych Bartłomieja i Wojciecha. Na szczycie fasady znajduje się ażurowa wieżyczka na sygnaturkę. Dach kościoła jest dwuspadowy i pokryty blachą.
W głównym ołtarzu jest umieszczona rzeźba Pana Jezusa Ukrzyżowanego, natomiast na zasuwie obraz św. Józefa namalowany przez Franciszka Ejsmonda. W bocznych ołtarzach znajdują się obrazy Przemienienia Pańskiego i Niepokalanego Poczęcia. Chór muzyczny jest murowany, organy zostały wykonane przez firmę Blomberg z Warszawy. Ambona reprezentuje styl późnobarokowy i pochodzi z kościoła św. Benona w Warszawie. 
Świątynia ma jedną nawę, jest orientowana, murowana, wzniesiona z cegły w stylu polskiego klasycyzmu. Nawa jest prostokątna i posiada nieco węższą część zachodnią mieszczącą chór muzyczny. Prezbiterium jest nieco węższe w stosunku do nawy, zamknięte ścianą prostą i wydzielone we wnętrzu przyściennymi filarami. Za prezbiterium umieszczona jest zakrystia z przybudówkami z 1909 roku, wybudowana dzięki ofiarności właściciela Jasieńca, Józefa Modlińskiego.
We wnętrzu ściany świątyni są rozczłonkowane trzema parami płytkich wnęk arkadowych mieszczących ołtarze. Strop jest płaski, drewniany, posiada fasetę podpartą belkowaniem z gładkim fryzem i gzymsem ząbkowym. Chór muzyczny posiada drewnianą balustradę podpartą dwoma filarami.